# Melissa Jacobs
Melissa Jacobs (Milwaukee, Wisconsin; 10 de mayo de 1981) es una actriz pornográfica y modelo erótica norteamericana.
Fue chica Penthouse en octubre de 2005.

## Filmografía parcial
- All Girls All the Time - 2010
- Condemned - 2010
- French Confessions - 2009
- Girl Games 2 - 2011
- Girlfriends 2 - 2010
- Girls Only - 2011
- Interns 2 - 2011
- Malibu Girlfriends - 2008
- Naughty Cheerleaders - 2009
- Pussy Eating Club 2 - 2010
- Queen of the Strap-On - 2011
- Red Panties - 2010
- Secret Diary of a Cam Girl - 2009
- Sex Angels - 2011
- This Ain't The Bachelor XX - 2010
- Tori Black's After School Special - 2011
- Young Hot and Lesbian - 2011